# Loi du 10 août 1932 relative à la protection de la main d’œuvre nationale
La loi du 10 août 1932 relative à la protection de la main d’œuvre nationale est une loi de la IIIe République adoptée pour restreindre l'immigration et l'emploi des étrangers en France en régulant leurs possibilités d'emplois par la création de quotas.

## Contexte

### Contexte politique
La France du début des années 1930 est marquée par la crise économique due au krach boursier de 1929. Dans ce contexte, le chômage et la pauvreté s'accroissent considérablement. Cependant, les années 1920 ont été le cadre d'une arrivée importante d'étrangers en France, notamment des réfugiés. Si, au départ, ces arrivées étaient pour beaucoup économiques (travailleurs polonais, italiens...), la fin des années 1920 a vu l'arrivée croissante de réfugiés politiques avec, au premier chef, les réfugiés italiens fuyant la dictature de Mussolini. Ce double mouvement entre accueil croissant de populations étrangères et hausse du taux de chômage a accru la xénophobie de la population, attisée par les journaux et mouvements d'extrême-droite. Ce climat explique le vote de la loi de 1932 comme une tentative de défendre un travail dit national contre la présence étrangère en France dans un cadre de forte tension du marché du travail français. Ceci explique aussi qu'elle soit bien plus restrictive que la précédente loi, plutôt libérale, portant sur le droit des étrangers, la réforme de la nationalité de 1927 et que la loi de 1926 sur le travail étranger en France.

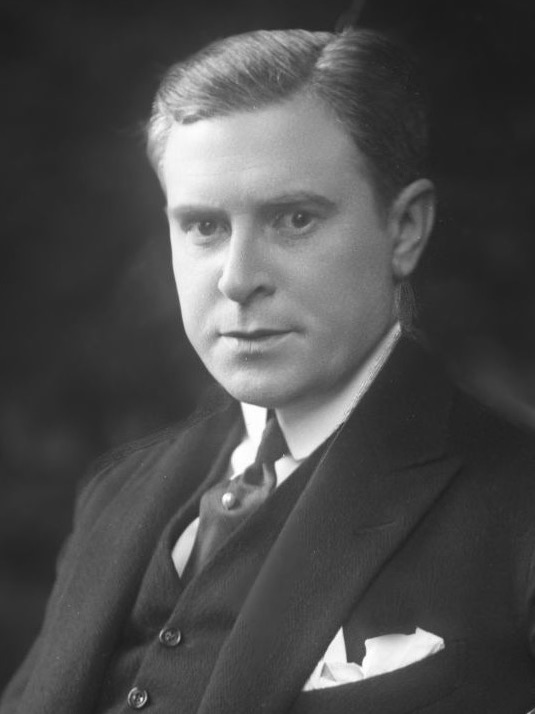
François Coty propose en 1931 dans son journal antisémite, L'Ami du peuple, de créer des quotas d'étrangers.

### Précédent législatif
Le 10 août 1899 sont édictés les décrets Millerand qui obligent les entreprises en marché avec l’État à contingenter le nombre d'ouvriers étrangers. L'argument utilisé est celui de la lutte contre l'espionnage, dans un climat de tension accru avec des pays frontaliers tels que l'Allemagne et l'émergence de figures telles que celles de l'allemand espion dans les faits-divers. Ces décrets constituent une première dans le domaine des politiques de quotas et ouvrent donc la voie législatives à la loi de 1932.

### L'appel médiatique

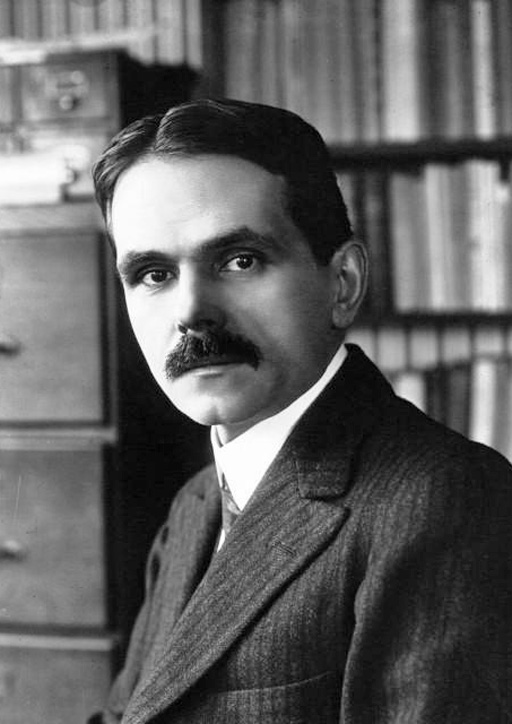
Adolphe Landry, le ministre du Travail, propose à la chambre une telle loi.

Le 5 novembre 1931, le journal de François Coty, L'Ami du peuple, journal xénophobe et antisémite, publie une lettre ouverte de son directeur exigeant l'établissement d'une loi de quotas des étrangers dans toutes les professions. Cet article est une étincelle dans un climat déjà favorable à de telles mesures et cinq propositions de lois sont déposées dans les semaines suivantes.

## Débat et vote
Le 15 décembre 1931, le ministre du Travail, Adolphe Landry, appelle à modifier le code existant de protection du travail national et somme son rapporteur Louis Dumat de préparer un texte visant à remédier la crise du chômage sous cet angle. Les décrets Millerand ne suffisaient plus, selon lui, à une situation qui appelait une loi qui ne soit plus une loi d'urgence, mais un cadre stable et adaptable.
Seuls les députés communistes s'opposèrent à cette loi. Les socialistes défendaient eux aussi la création d'un cadre législatif propre à défendre le travail national, dans la mesure où ce parti a abandonné les idéaux internationalistes pour défendre les positions de sa base proche des conceptions nationalistes. De plus, le parti socialiste avait déjà proposé une loi visant à interdire l'embauche de travailleurs étrangers dans les entreprises disposant déjà de plus de 10% d'étrangers parmi leurs employés. Néanmoins, cette loi est considéré par ce parti comme trop restrictive par rapport à leurs exigences, ce qui explique leur abstention. La droite modérée a dû quant à elle restreindre les ambitions de certains de ses députés plus radicaux qui exigèrent des taux régressifs ou une priorité assumée aux travailleurs français. La loi fut finalement adoptée le 21 décembre 1931 par 452 voix pour et aucune contre, les parlementaires communistes et socialistes s'abstenant. Les hésitations du Sénat retardèrent cependant le vote de cette loi jusqu'au 10 août 1932.

## Contenu
Cette loi limite le nombre de travailleurs étrangers employables par les entreprises françaises. Le quota maximum s'élève à 5% pour toutes les entreprises publiques. Pour les entreprises privées, les taux d'étrangers seront fixés par décret soit d'office par l'administration soit suite à une demande privée. Dans tous les cas, les organisations patronales et ouvrières devront être consultées.
Cette loi, outre la création des quotas, complexifie l'entrée en France pour les étrangers. Tout nouvel arrivant désirant travailler en France doit, selon l'article 3, disposer désormais d'une autorisation ministère spéciale qui ne peut lui être délivrée qu'après consultation des services de placement. De plus, tout étranger résidant en France ne peut être employé qu'avec cette autorisation. La loi s'applique de ce fait aussi aux étrangers déjà présents.
Les mesures édictées en 1932 ne sont pas reconduites dans les ordonnances de 1945 qui ont fixé le cadre juridique des politiques d’accueil et de séjour des étrangers.

## Décrets suivants

### Décret d'application
Le 19 octobre 1932 est promulgué le décret établissant les conditions des consultations prévues par les deux premiers articles de la loi et des dérogations.

### Décrets de définition des quotas

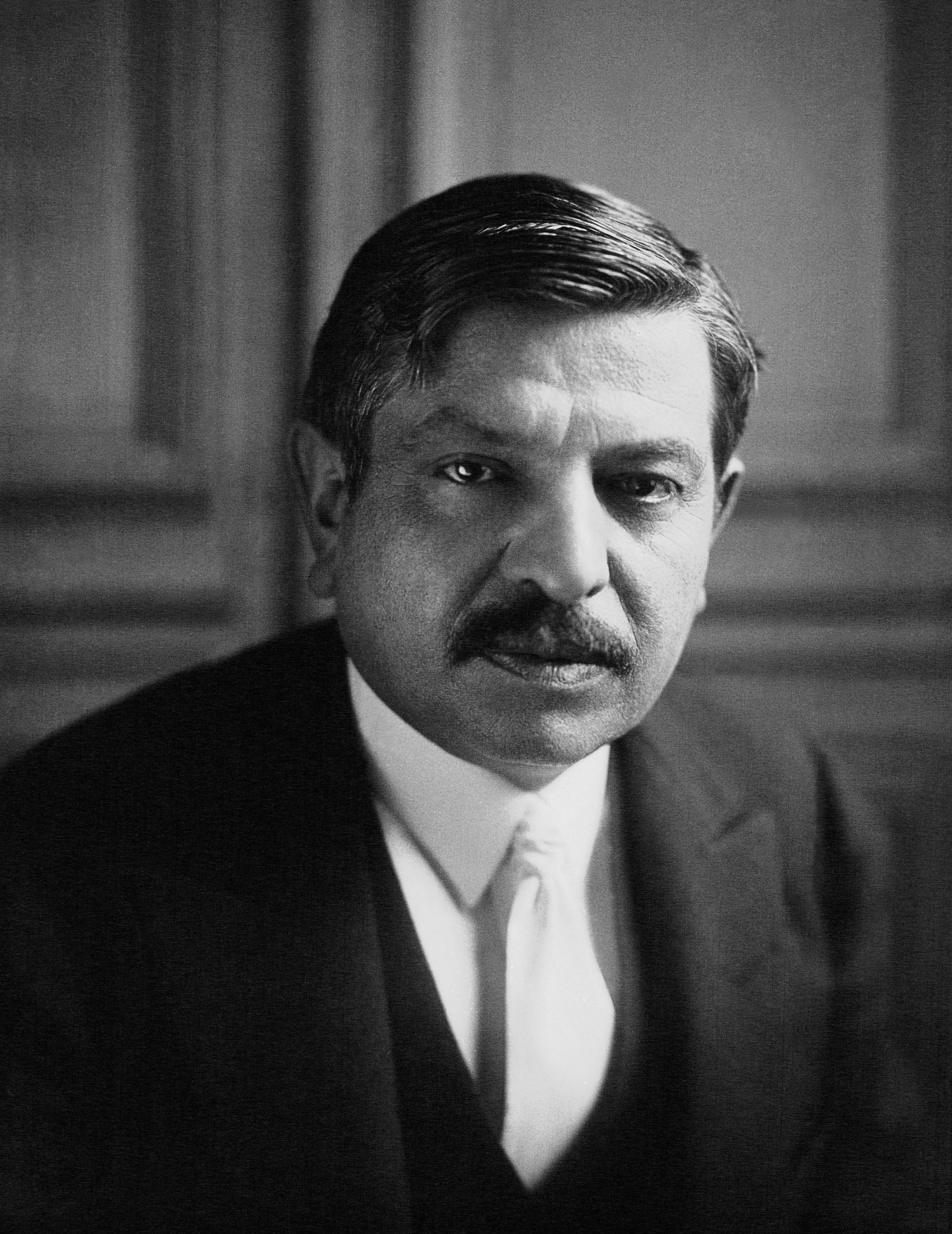
Pierre Laval appelle en 1935 à réviser à la baisser les quotas supérieurs à 10%.

Ce n'est qu'au printemps 1933 que furent pris les premiers décrets visant à la définition de quotas en application des deux premiers articles de la loi. Les premiers concernés furent avant tout les articles, car cette loi a notamment fait suite à une campagne xénophobe critiquant une « invasion culturelle » fantasmée. Cette loi est surtout appliquée pendant les années 1934 et 1935, années marquées par un durcissement notable de la politique française à l'encontre des populations étrangères. Les restrictions touchent assez peu les filières en expansion et les industries de pointe, afin de ne pas toucher l'économie française et afin de répondre aux exigences du grand patronat qui s'est largement mobilisé contre l'application de cette loi. Cela témoigne bien que cette loi est avant tout idéologique, plus qu'économique.

### Décret de révision
Le 20 novembre 1935 un décret signé par Pierre Laval soumet à révision l'ensemble des décrets de fixations de quotas supérieurs à 10%.

## Critiques
Outre les critiques formulées par le parti communiste et le parti socialiste lors du vote de cette loi, le grand patronat s'y est aussi opposé, dans la mesure où elle risquait d'affaiblir des entreprises déjà en situation de crise.
Il faut aussi évoquer le journal de Coty, L'Ami du peuple, qui reproche au gouvernement à partir de 1933 le peu de décrets de fixation de quotas qui ont été édictés et appelle à les multiplier.